# 57
Cette page concerne l'année 57  du calendrier julien. Pour l'année 57 av. J.-C., voir 57 av. J.-C. Pour le nombre 57, voir 57 (nombre).
L'année 57 est une année commune qui commence un samedi.

## Événements
- 29 mars : Han Mingdi succède à l'empereur de Chine Guangwudi[1].

- Un roi du pays des Wa (Japon), envoie une ambassade chez les Han à la cour de Chine[2]; cette ambassade est confirmée par le Livre des Han postérieurs ainsi que par le sceau du roi de Na découvert en 1784 sur l'île de Shikanoshima[3].
- Néron organise une naumachie suivie d'un combat de gladiateurs où paraissent quatre cents sénateurs et six cents chevaliers ; il n'y a pas de morts[4].

## Décès en 57
- 29 mars : Guangwudi (Kouang Wou-ti), empereur Han de Chine.